# Harbach (Gemeinde Moorbad Harbach)
Harbach ist eine Ortschaft und eine Katastralgemeinde der Gemeinde Moorbad Harbach im Bezirk Gmünd in Niederösterreich mit 148 Einwohnern (Stand 1. Jänner 2024).

## Geografie
Der langgezogene Ort liegt in einer Talaufweitung des Harbaches, der an der Südseite des Mandlsteins entspringt und später mit dem Hirschenwiesbach zusammenfließt. Durch den Ort führen die Landesstraßen L8288 und L8290. Am 1. April 2020 umfasste die Ortschaft 81 Adressen.

## Geschichte
Im nach 1200 unter den Kuenringern entstandenen Ort existierte ein Wehr- oder Turmhof, der Sitz eines kleinadeligen Amtsmannes der Herrschaft Weitra war. 1390 wurde Niklas von Lauterbach als Eigentümer des Hofes genannt und um 1434 belehnte Herzog Albrecht V. den Hof und zwei Reut einen Jörg den Grassauer. 1499 wurde der Hof als Freihof genannt und in der Folge als Beutellehen der Herrschaft Weitra vergeben und trug später den Namen „Kreuzhof“. 1596 beteiligten sich die Harbacher Grundholden am Bauernaufstand gegen ihren Verwalter Georg Schwarzmann und baten den Bauernführer Georg Winter um Schutz; der Aufstand wurde aber niedergeworfen und die Bauern mussten Gehorsam schwören.
Die seit dem 15. Jahrhundert bestehende Kapelle war eine Filiale der Pfarrkirche St. Martin. Der heutige Saalbau wurde zwischen 1749 und 1757 errichtet und 1771 zur Pfarrkirche erhoben. 
Im Jahr 1822 wurde der Ort als Dorf mit 29 Häusern genannt, das über eine Pfarre und eine Schule verfügte. Die Herrschaft Weitra besaß die Ortsobrigkeit, übte die Landgerichtsbarkeit aus, besorgte die Konskription und hatte die Grundherrschaft inne. Laut Adressbuch von Österreich waren im Jahr 1938 in der Ortsgemeinde Harbach ein Bäcker, ein Fleischer, zwei Gastwirte, zwei Gemischtwarenhändler, ein Sägefeller, ein Schmied, ein Schneider, ein Tischler und mehrere Landwirte ansässig.
Mit der NÖ. Kommunalstrukturverbesserung haben sich 1971 die beiden Katastralgemeinden Harbach und Wultschau freiwillig zur Gemeinde Harbach vereinigt, im folgenden Jahr 1972 erfolgte die Zusammenlegung der Katastralgemeinden Harbach, Hirschenwies, Lauterbach und Wultschau zur Großgemeinde Harbach, die seit 1986 Moorbad Harbach heißt.

## Sehenswürdigkeiten
- Pfarrkirche Harbach

## Persönlichkeiten
- Friedrich Egon von Fürstenberg (1813–1892), Erzbischof und Kardinal in Olmütz, war hier 1838–1843 Pfarrer